# Nikiski, Alaska
Nikiski, Alaska (енгл. Nikiski) насељено је место без административног статуса у америчкој савезној држави Аљаска.

## Демографија
По попису из 2010. године број становника је 4.493, што је 166 (3,8%) становника више него 2000. године.
| Група             | 2000.         | 2010.         |
| Белци             | 3.747 (86,6%) | 3.784 (84,2%) |
| Афроамериканци    | 5 (0,1%)      | 5 (0,1%)      |
| Азијати           | 31 (0,7%)     | 50 (1,1%)     |
| Хиспаноамериканци | 57 (1,3%)     | 118 (2,6%)    |
| Укупно            | 4.327         | 4.493         |